# ایوان ویسکچیل
ایوان ویسکُچیل (چکی: Ivan Vyskočil; ۲۱ مهٔ ۱۹۴۶ – ) بازیگر اهل کشور جمهوری چک بود. وی از سال ۱۹۶۴ میلادی تاکنون مشغول فعالیت بوده‌است.
از فیلم‌ها یا برنامه‌های تلویزیونی که وی در آن نقش داشته‌است می‌توان به روزی که دنیا را تکان داد، رؤیاهای ممنوعه، مرد جوان و موبی دیک، و خیابان اشاره کرد.